# Hôtel Petrucci-Wolfers
Pour les articles homonymes, voir Petrucci et Wolfers.

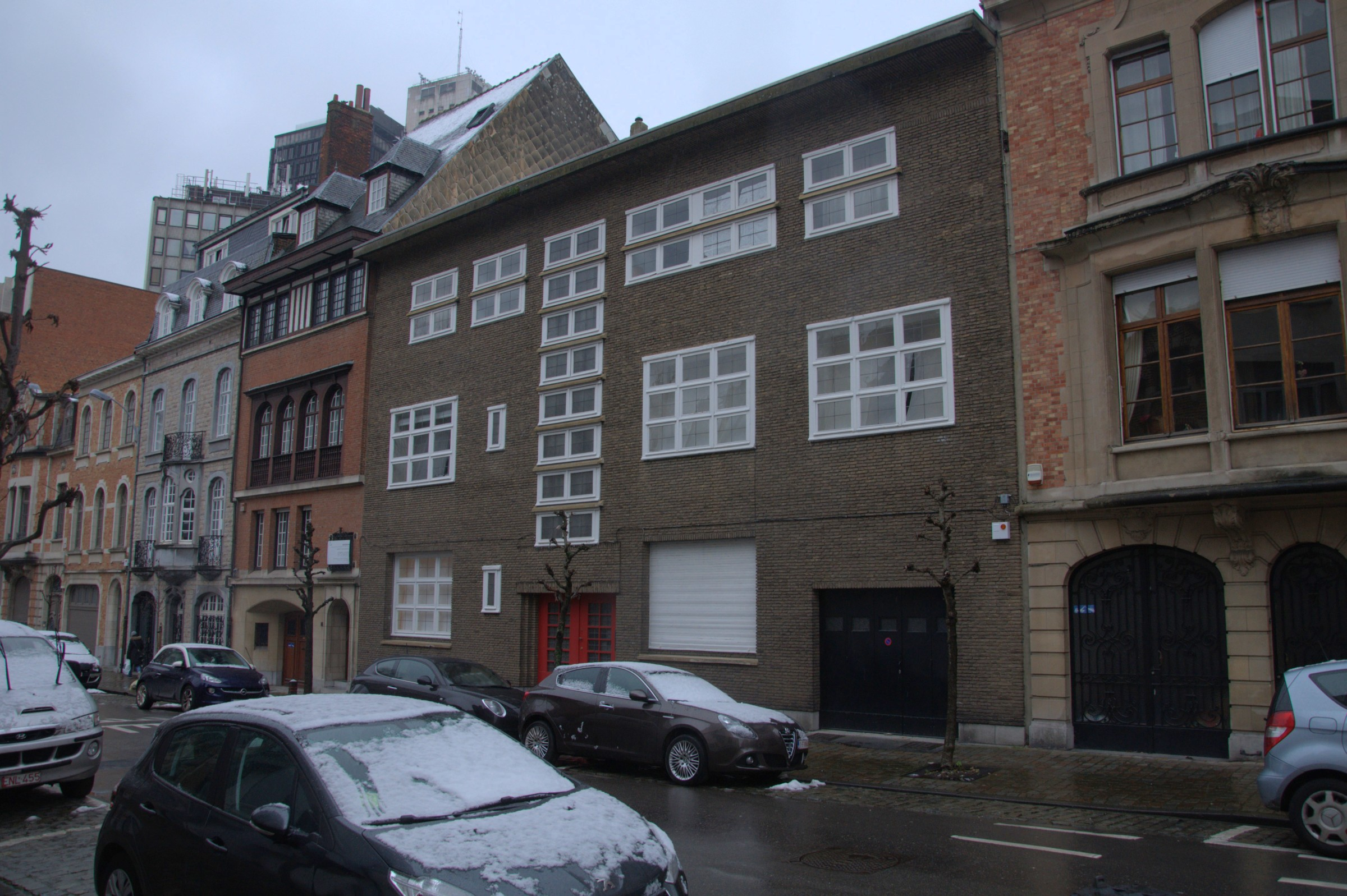
Hôtel Petrucci Wolfers, Rue de Praetere

L’hôtel particulier Petrucci-Wolfers date de l’entre-deux-guerres et est une réalisation de l'architecte bruxellois Jean-Jules Eggericx. 

## Historique, situation et description
Située rue de Praetere n°18 à Ixelles, la maison fut construite entre 1924 et 1926.
Composée de deux appartements individuels, le premier pour le compte de Madame Petrucci, et l'autre pour sa fille Clairette Petrucci et son beau-fils Marcel Wolfers. 
Conservée dans son authenticité, elle est considérée comme une œuvre d'art totale.
La maison est classée depuis le 24 septembre 2015.